# Quaranti
Quaranti, (Quaranti també en piemontès) és un municipi situat al territori de la província d'Asti, a la regió del Piemont (Itàlia).
Limita amb els municipis d'Alice Bel Colle, Castelletto Molina, Fontanile, Mombaruzzo i Ricaldone.